# Iris Láinez
Iris Láinez, cuyo verdadero nombre era María Zulema Mas (Buenos Aires, 24 de enero de 1922-Mar del Plata, Provincia de Buenos Aires, 13 de octubre de 2008) fue una actriz argentina con una extensa trayectoria en radio, televisión, cine y teatro.

## Primeros años
Nació en el barrio de Barracas, en la ciudad de Buenos Aires. Era capitana del equipo de básquet del club de barrio. El seudónimo de Iris Láinez que utilizó en su actividad artística se lo puso una compañera de escuela. Debutó en radio a los catorce años cuando estando entre el público la eligieron para acompañar a un joven desconocido llamado Eduardo Rudy en un concurso. Ganaron y a partir de allí realizó pequeños papeles radiales de varias emisoras porteñas. Debido al excelente tono de su voz y al talento en el que apoyó sus esfuerzos llegó a ocupar un lugar de privilegio tanto frente al micrófono de la radio como en los escenarios teatrales. Se sucedieron las radionovelas en la que la actriz sabía transmitir tanto su reciedumbre como su calidez en los más heterogéneos papeles, acompañada siempre por los más importantes galanes de moda destacándose siempre por una voz de mil matices que cultivó y convirtió en su joya más preciada. Se recuerda el ciclo Qué dice una mujer cuando no habla que se emitió desde 1957 hasta 1962. Y que se transmitía primero en Canal 7 y luego en simultáneo por Canal 13 y Radio Belgrano, que consistía en la teatralización de casos sentimentales que planteaban los oyentes, en unitarios que terminaban con algún consejo apropiado.
Debutó en cine en 1951 con La calle junto a la luna, de Román Viñoly Barreto y trabajó en comedias como La cigarra está que arde, La gran ruta, El tío Disparate y La carpa del amor.

## El amor tiene cara de mujer
Su enorme popularidad le llegó cuando comenzó a actuar en 1964 en el teleteatro El amor tiene cara de mujer, de Nené Cascallar, que giraba en torno a cuatro mujeres interpretadas por Delfy de Ortega, Angélica López Gamio, Bárbara Mujica e Iris Láinez. que trabajaban en un salón de belleza y en el que además de los temas tradicionales del género trataba otros nuevos relativos a los cambios ocurridos en la sociedad en general y en el rol de la mujer en particular. Láinez encarnaba a Laura, que en la obra representaba los valores de la maternidad, la independencia, la lucha, la cultura del trabajo y de la honestidad, la familia. Entre 1964 y 1971 se hicieron 800 capítulos y se replicó siete veces, en el país, México y Brasil. Después trabajó en otros programas de televisión como Cuatro mujeres para Adán, Historias en la noche, La familia duerme en casa, El coraje de querer, Un ángel en la ciudad, Dar el alma, Me niego a perderte, Casi una pareja y Alta Comedia.

## Labor teatral
En teatro animó personajes en las obras Plaza Suite y El último de los amantes ardientes, entre muchas obras y ya residiendo en Mar del Plata participó de los elencos de esa ciudad representando las piezas Filomena Marturano, de Eduardo De Filippo y Los árboles mueren de pie, de Alejandro Casona, que se mantuvieron varias temporadas y con las cuales salió en gira por el interior de la Provincia de Buenos Aires. bajo la dirección de Ricardo Méndez. Esta obra le permitió regresar a Bs As en el teatro Margarita Xirgu con gran repercusión de público y crítica. 
Renunció a hacer televisión para mudarse en 1989 a vivir a Mar del Plata porque a su esposo que sufría del corazón le aconsejaron vivir cerca del mar. Los primeros años no trabajó pero luego de cinco años volvió a la actividad. Daba clases de actuación, actuaba en teatros de Mar del Plata y era Presidente de la Asociación Argentina de Actores local.
Uno de los grandes éxitos en Mar del Plata fue protagonizar Los Árboles Mueren de Pie bajo la dirección de Ricardo Méndez, y con esa obra fue el regreso a Bs As en el Teatro Nargarita Xirgu con una gran repercusión de crítica y público.
Estuvo casada 60 años con Eddie Williams, que fue productor de programas como Odol pregunta, La Familia Falcón, El amor tiene cara de mujer y Sábados de la bondad, entre otros, y director de cine, radio y televisión de la agencia de publicidad Walter Thompson, que falleció a mediados del 2004, con el que tuvo un hijo. Una de sus tres nietas la encontró muerta en su casa de Parque Luro en Mar del Plata, donde residía y trabajaba desde hace diecisiete años. Falleció de un paro cardíaco alrededor de las 10 de la mañana del 13 de octubre de 2008.

## Radioteatro
- 1959/1960: Gran Teatro Pond's junto a Sergio Malbrán. Escrita por Nené Cascallar.

## Filmografía
- Locos por la música (1980) dir. Enrique Dawi.
- La carpa del amor (1979) dir. Julio Porter
- Amigos para la aventura (1978) dir. Palito Ortega.
- El tío Disparate (1978) dir. Palito Ortega.
- La gran ruta (1971) dir. Fernando Ayala.
- La cigarra está que arde (1967) dir. Lucas Demare.
- Uéi Paesano (1953) dir. Manuel Romero.
- La calle junto a la luna (1951) dir. Roman Viñoly Barreto

## Discografía
- 1972: "El milagro de ser mamá / Para que duerma mi niña" (Simple) - Junto a Andrea del Boca - MUSIC HALL